# Campionato africano maschile under 19 di pallavolo 2015
Il campionato africano maschile under 19 di pallavolo 2015 si è svolto dal 21 al 24 gennaio 2015 a Kélibia, in Tunisia: al torneo hanno partecipato tre squadre nazionali under 19 africane e la vittoria finale è andata per la quarta volta, la seconda consecutiva, all'Egitto.

## Impianti
|                                                                             |  |  |
|                                                                             |  |  |
| Salle de Sport Aissa Ben Nasr Città: Kélibia Capienza: - Anno d'apertura: - |  |  |

## Regolamento

### Formula
Le squadre hanno disputato un'unica fase con formula del girone all'italiana.

### Criteri di classifica
Se il risultato finale è stato di 3-0 o 3-1 sono stati assegnati 3 punti alla squadra vincente e 0 a quella sconfitta, se il risultato finale è stato di 3-2 sono stati assegnati 2 punti alla squadra vincente e 1 a quella sconfitta.
L'ordine del posizionamento in classifica è stato definito in base a:
- Punti;
- Ratio dei set vinti/persi;
- Ratio dei punti realizzati/subiti.

## Squadre partecipanti
| Squadra | Qualificazione      | Ultima partecipazione |
| ------- | ------------------- | --------------------- |
| Algeria | -                   | Algeria 2013          |
| Egitto  | -                   | Algeria 2013          |
| Tunisia | Paese organizzatore | Algeria 2013          |

## Torneo

### Risultati
| 21 gennaio 2015 Salle de Sport Aissa Ben Nasr, Kélibia Durata: 1h:05 - Spettatori: 100 | Egitto  | 3 - 0 | Algeria | 25-16, 25-15, 25-18               |
| 23 gennaio 2015 Salle de Sport Aissa Ben Nasr, Kélibia Durata: 1h:37 - Spettatori: 200 | Tunisia | 3 - 1 | Algeria | 23-25, 25-17, 25-15, 25-14        |
| 24 gennaio 2015 Salle de Sport Aissa Ben Nasr, Kélibia Durata: 2h:09 - Spettatori: 500 | Egitto  | 3 - 2 | Tunisia | 25-22, 24-26, 19-25, 25-21, 15-11 |

### Classifica
| Pos | Squadra | Pt | G | V | P | SV | SP | Ratio | PF  | PS  | Ratio |
| --- | ------- | -- | - | - | - | -- | -- | ----- | --- | --- | ----- |
| 1   | Egitto  | 5  | 2 | 2 | 0 | 6  | 2  | 3.000 | 183 | 154 | 1.188 |
| 2   | Tunisia | 4  | 2 | 1 | 1 | 5  | 4  | 1.250 | 203 | 179 | 1.134 |
| 3   | Algeria | 0  | 2 | 0 | 2 | 1  | 6  | 0.166 | 120 | 173 | 0.693 |

## Classifica finale
| Pos | Squadre | Qualificazione                    |
| --- | ------- | --------------------------------- |
|     | Egitto  | Campionato mondiale under 19 2015 |
|     | Tunisia |                                   |
|     | Algeria |                                   |

## Premi individuali
| Premio                | Nome              | Squadra |
| --------------------- | ----------------- | ------- |
| Miglior attaccante    | Marwouan Moustafa | Egitto  |
| Miglior palleggiatore | Zyad Elsisy       | Egitto  |